# 迪亞布洛格蘭德 (加利福尼亞州)
迪亞布洛格蘭德（英語：Diablo Grande）是位於美國加利福尼亞州斯坦尼斯洛斯縣的一個人口普查指定地區。

## 地理
迪亞布洛格蘭德的座標為37°23′51″N 121°16′46″W / 37.39750°N 121.27944°W，而該地最高點為海拔高度468米（即1535英尺）。

## 人口
根據2010年美國人口普查的數據，迪亞布洛格蘭德的面積為13.244平方千米，當中陸地面積為13.243平方千米，而水域面積為0.001平方千米。當地共有人口826人，而人口密度為每平方千米62人。